# Olympische Sommerspiele 1964/Fechten
Bei den XVIII. Olympischen Spielen 1964 in Tokio fanden acht Wettbewerbe im Fechten statt. Austragungsort war die Waseda University Memorial Hall auf dem Gelände der Waseda-Universität im Bezirk Shinjuku.

## Bilanz

### Medaillenspiegel
| Platz | Land           | Gold | Silber | Bronze | Gesamt |
| ----- | -------------- | ---- | ------ | ------ | ------ |
| 1     | Ungarn         | 4    | –      | –      | 4      |
| 2     | Sowjetunion    | 3    | 1      | 2      | 6      |
| 3     | Polen          | 1    | 1      | 1      | 3      |
| 4     | Frankreich     | –    | 2      | 3      | 5      |
| 5     | Italien        | –    | 2      | 1      | 3      |
| 6     | Deutschland    | –    | 1      | 1      | 2      |
| 7     | Großbritannien | –    | 1      | –      | 1      |

### Medaillengewinner
| Konkurrenz         | Gold                                                                               | Silber                                                                                                | Bronze                                                                                  |
| ------------------ | ---------------------------------------------------------------------------------- | --- | --------------------------------------------------------------------------------------- |
| Degen Einzel       | Hryhorij Kriss                                                                     | Bill Hoskyns                                                                                          | Guram Kostawa                                                                           |
| Degen Mannschaft   | Árpád Bárány, Tamás Gábor, István Kausz, Győző Kulcsár, Zoltán Nemere              | Giovanni Battista Breda, Giuseppe Delfino, Gianfranco Paolucci, Alberto Pellegrino, Gianluigi Saccaro | Claude Bourquard, Claude Brodin, Jacques Brodin, Yves Dreyfus, Jacques Guittet          |
| Florett Einzel     | Egon Franke                                                                        | Jean-Claude Magnan                                                                                    | Daniel Revenu                                                                           |
| Florett Mannschaft | Mark Midler, Juri Scharow, Wiktor Schdanowitsch, Juri Sissikin, German Sweschnikow | Egon Franke, Ryszard Parulski, Janusz Różycki, Zbigniew Skrudlik, Witold Woyda                        | Jacky Courtillat, Jean-Claude Magnan, Christian Noël, Daniel Revenu, Pierre Rodocanachi |
| Säbel Einzel       | Tibor Pézsa                                                                        | Claude Arabo                                                                                          | Umjar Mawlichanow                                                                       |
| Säbel Mannschaft   | Nugsar Assatiani, Umjar Mawlichanow, Boris Melnikow, Jakow Rylski, Mark Rakita     | Giampaolo Calanchini, Wladimiro Calarese, Pierluigi Chicca, Mario Ravagnan, Cesare Salvadori          | Emil Ochyra, Jerzy Pawłowski, Andrzej Piątkowski, Wojciech Zabłocki, Ryszard Zub        |

| Konkurrenz         | Gold                                                                     | Silber                                                                                             | Bronze                                                              |
| ------------------ | ------------------------------------------------------------------------ | -------------------------------------------------------------------------------------------------- | ------------------------------------------------------------------- |
| Florett Einzel     | Ildikó Rejtő                                                             | Helga Mees                                                                                         | Antonella Ragno                                                     |
| Florett Mannschaft | Judit Ágoston, Lídia Dömölky, Katalin Juhász, Paula Marosi, Ildikó Rejtő | Galina Gorochowa, Tatjana Petrenko, Walentina Prudskowa, Walentina Rastworowa, Ljudmila Schischowa | Helga Mees, Rosemarie Scherberger, Heidi Schmid, Gudrun Theuerkauff |

## Ergebnisse Männer

### Degen Einzel
| Platz | Land | Sportler          |
| ----- | ---- | ----------------- |
| 1     | URS  | Hryhorij Kriss    |
| 2     | GBR  | Bill Hoskyns      |
| 3     | URS  | Guram Kostawa     |
| 4     | ITA  | Gianluigi Saccaro |
| 5     | POL  | Bohdan Gonsior    |
| 6     | FRA  | Claude Bourquard  |
| 7     | EUA  | Franz Rompza      |
| 7     | SWE  | Orvar Lindwall    |

Datum: 18. bis 19. Oktober 1964 

65 Teilnehmer aus 25 Ländern

### Degen Mannschaft
| Platz | Land | Sportler                                                                                              |
| ----- | ---- | --- |
| 1     | HUN  | Árpád Bárány, Tamás Gábor, István Kausz, Győző Kulcsár, Zoltán Nemere                                 |
| 2     | ITA  | Giovanni Battista Breda, Giuseppe Delfino, Gianfranco Paolucci, Alberto Pellegrino, Gianluigi Saccaro |
| 3     | FRA  | Claude Bourquard, Claude Brodin, Jacques Brodin, Yves Dreyfus, Jacques Guittet                        |
| 4     | SWE  | Göran Abrahamsson, Carl-Wilhelm Engdahl, Ivar Genesjö, Hans Lagerwall, Orvar Lindwall                 |
| 5     | POL  | Bohdan Andrzejewski, Bohdan Gonsior, Henryk Nielaba, Jerzy Pawłowski, Mikołaj Pomarnacki              |
| 6     | EUA  | Max Geuter, Paul Gnaier, Franz Rompza, Haakon Stein, Volkmar Würtz                                    |
| 7     | SUI  | Walter Bar, Jean Gontier, Paul Meister, Claudio Polledri, Michel Steininger                           |
| 7     | URS  | Bruno Habārovs, Guram Kostawa, Hryhorij Kriss, Alexei Nikantschikow, Juri Smoljakow                   |

Datum: 20. bis 21. Oktober 1964 

86 Teilnehmer aus 18 Ländern

### Florett Einzel
| Platz | Land | Sportler           |
| ----- | ---- | ------------------ |
| 1     | POL  | Egon Franke        |
| 2     | FRA  | Jean-Claude Magnan |
| 3     | FRA  | Daniel Revenu      |
| 4     | AUT  | Roland Losert      |
| 5     | HUN  | Jenő Kamuti        |
| 6     | EUA  | Tim Gerresheim     |
| 7     | HUN  | Sándor Szabó       |
| 7     | GBR  | Bill Hoskyns       |

Datum: 13. bis 14. Oktober 1964 

55 Teilnehmer aus 21 Ländern

### Florett Mannschaft
| Platz | Land | Sportler                                                                                    |
| ----- | ---- | ------------------------------------------------------------------------------------------- |
| 1     | URS  | Mark Midler, Juri Scharow, Wiktor Schdanowitsch, Juri Sissikin, German Sweschnikow          |
| 2     | POL  | Egon Franke, Ryszard Parulski, Janusz Różycki, Zbigniew Skrudlik, Witold Woyda              |
| 3     | FRA  | Jacky Courtillat, Jean-Claude Magnan, Christian Noël, Daniel Revenu, Pierre Rodocanachi     |
| 4     | JPN  | Kazuo Mano, Heizaburō Ōkawa, Fujio Shimizu, Kazuhiko Tabuchi, Sōsuke Toda                   |
| 5     | EUA  | Jürgen Brecht, Tim Gerresheim, Eberhard Mehl, Jürgen Theuerkauff, Dieter Wellmann           |
| 6     | ROM  | Attila Csipler, Ion Drîmbă, Iuliu Falb, Ștefan Haukler, Tănase Mureșanu                     |
| 7     | ITA  | Mario Curletto, Nicola Granieri, Pasquale La Ragione, Gianguido Milanesi, Arcangelo Pinelli |
| 7     | HUN  | Béla Gyarmati, József Gyuricza, Jenő Kamuti, László Kamuti, Sándor Szabó                    |

Datum: 15. bis 16. Oktober 1964 

78 Teilnehmer aus 16 Ländern

### Säbel Einzel
| Platz | Land | Sportler          |
| ----- | ---- | ----------------- |
| 1     | HUN  | Tibor Pézsa       |
| 2     | FRA  | Claude Arabo      |
| 3     | URS  | Umjar Mawlichanow |
| 4     | URS  | Jakow Rylski      |
| 5     | POL  | Emil Ochyra       |
| 6     | FRA  | Marcel Parent     |
| 7     | EUA  | Walter Köstner    |
| 7     | EUA  | Dieter Wellmann   |

Datum: 19. bis 20. Oktober 1964 

52 Teilnehmer aus 21 Ländern

### Säbel Mannschaft
| Platz | Land | Sportler                                                                                     |
| ----- | ---- | -------------------------------------------------------------------------------------------- |
| 1     | URS  | Nugsar Assatiani, Umjar Mawlichanow, Boris Melnikow, Jakow Rylski, Mark Rakita               |
| 2     | ITA  | Giampaolo Calanchini, Wladimiro Calarese, Pierluigi Chicca, Mario Ravagnan, Cesare Salvadori |
| 3     | POL  | Emil Ochyra, Jerzy Pawłowski, Andrzej Piątkowski, Wojciech Zabłocki, Ryszard Zub             |
| 4     | FRA  | Claude Arabo, Robert Fraisse, Jacques Lefèvre, Marcel Parent, Jean-Ernest Ramez              |
| 5     | HUN  | Péter Bakonyi, Zoltán Horváth, Attila Kovács, Miklós Meszéna, Tibor Pézsa                    |
| 6     | EUA  | Klaus Allisat, Percy Borucki, Walter Köstner, Jürgen Theuerkauff, Dieter Wellmann            |
| 7     | ROM  | Attila Csipler, Ion Drîmbă, Tănase Mureșanu, Octavian Vintilă                                |
| 7     | USA  | Robert Blum, Gene Hámori, Attila Keresztes, Alfonso Morales, Thomas Orley                    |

Datum: 22. bis 23. Oktober 1964 

61 Teilnehmer aus 13 Ländern

## Ergebnisse Frauen

### Florett Einzel
| Platz | Land | Sportlerin          |
| ----- | ---- | ------------------- |
| 1     | HUN  | Ildikó Rejtő        |
| 2     | EUA  | Helga Mees          |
| 3     | ITA  | Antonella Ragno     |
| 4     | URS  | Galina Gorochowa    |
| 5     | HUN  | Katalin Juhász      |
| 6     | ITA  | Giovanofa Masciotti |
| 7     | ITA  | Bruna Colombetti    |
| 7     | FRA  | Catherine Rousselet |

Datum: 14. bis 15. Oktober 1964 

39 Teilnehmerinnen aus 17 Ländern

### Florett Mannschaft
| Platz | Land | Sportlerinnen                                                                                      |
| ----- | ---- | -------------------------------------------------------------------------------------------------- |
| 1     | HUN  | Judit Ágoston, Lídia Dömölky, Katalin Juhász, Paula Marosi, Ildikó Rejtő                           |
| 2     | URS  | Galina Gorochowa, Tatjana Petrenko, Walentina Prudskowa, Walentina Rastworowa, Ljudmila Schischowa |
| 3     | EUA  | Helga Mees, Rosemarie Scherberger, Heidi Schmid, Gudrun Theuerkauff                                |
| 4     | ITA  | Irene Camber, Bruna Colombetti, Giovanna Masciotta, Antonella Ragno, Natalina Sanguinetti          |
| 5     | ROM  | Ileana Gyulai, Ecaterina Iencic, Ana Pascu, Olga Szabó-Orbán, Maria Vicol                          |
| 6     | FRA  | Marie-Chantal Demailly, Brigitte Gapais-Dumont, Annick Level, Colette Revenu, Catherine Rousselet  |
| 7     | AUS  | Janet Hopner, Jan Redman, Johanna Winter, Ulrike Winter, Val Winter                                |
| 7     | GBR  | Janet Bewley, Shirley Netherway, Theresa Offredy, Mary Watts-Tobin                                 |
| 7     | JPN  | Yoshie Komori, Tomoko Owada, Yoshie Takeuchi, Tamiko Yasui                                         |
| 7     | USA  | Tommy Angell, Anne Drungis, Harriet King, Denise O’Connor, Janice Romary                           |

Datum: 16. bis 17. Oktober 1964 

47 Teilnehmerinnen aus 10 Ländern